# بخش باکل
بخش باکل (به لاتین: Bakel Department) یک منطقهٔ مسکونی در سنگال است که در Tambacounda Region واقع شده‌است. بخش باکل ۶٬۲۹۰ کیلومتر مربع مساحت و ۱۳۸٬۸۶۷ نفر جمعیت دارد.